# NGC 2018
NGC 2018 (również ESO 56-SC141) – gromada otwarta powiązana z mgławicą emisyjną, znajdująca się w gwiazdozbiorze Góry Stołowej, w Wielkim Obłoku Magellana. Odkrył ją John Herschel 3 listopada 1834 roku. Powiązana z nią mgławica (obszar H II) nosi nazwę Henize 206 (pełne oznaczenie katalogowe LHA 120-N 206A). Jest to obszar gwiazdotwórczy, w którym wybuchy supernowych wytwarzają fale uderzeniowe rozchodzące się w obłokach kosmicznego gazu i pyłu. Ulegają one sprężeniu, a przyciągająca siła grawitacji umożliwia tworzenie się następnych pokoleń gwiazd.